# У сукобу
У сукобу је југословенски филм из 1963 године. Режирао га је Јоже Бабич а сценарио је написала Ана Марија Цар.

## Радња
Прича се врти око тога како се два лекара: отац и син сукобљавају око нове технике извођења хируршких поступака.
Професор Крстић, човек од ауторитета, способан као стручњак и заслужан као друштвени радник, води клинику.
Долази у сукоб с властитим сином Ранком у моменту кад покушава остварити корак напред у области медицине.
Не налазећи више другог начина да убеди оца, доктор Ранко, с групом младих лекара, изврши у тајности операцију по новој методи која спашава живот човеку који је до тада био безнадежан случај. Не узимајући у обзир успех подухвата, шеф клинике, Крстић, бирократски се позива на устаљени рад, по којем је то за њега само недозвољен прекршај, и тражи од колегијума да се прекршиоцима да дисциплински отказ. Ранко остаје напуштен али не поколебан и повлачи се с клинике....

## Улоге
| Глумац                   | Улога                   |
| ------------------------ | ----------------------- |
| Стојан Столе Аранђеловић | (као Столе Аранђеловић) |
| Борис Бузанчић           |                         |
| Тома Јовановић           | Огњен                   |
| Ана Карић                | Вера                    |
| Златко Мадунић           | Јазвиц                  |
| Јасна Михаљинец          |                         |
| Воја Мирић               | Ранко                   |
| Анте Сољак               | Крстић                  |
| Васја Станковић          |                         |
| Петар Вртипрашки         |                         |